# Harmothoe violacea
Harmothoe violacea är en ringmaskart som först beskrevs av Vilhelm Ferdinand Johan Storm 1879.  Harmothoe violacea ingår i släktet Harmothoe och familjen Polynoidae. Arten har ej påträffats i Sverige. Inga underarter finns listade i Catalogue of Life.